# Walker Edmiston
Walker Robert Edmiston (n. 6 februarie 1925, Saint Louis, Missouri, SUA – d. 15 februarie 2007, Los Angeles, California, SUA) a fost un actor și păpușar american.

## Biografie
A început să lucreze ca actor și actor de voce la sfârșitul anilor 1940. Înzestrat cu o voce puternică și versatilă, a lucrat la televiziune și radio. Printre rolurile sale de voiceover se numără The Great Mouse Detective de șoareci, în rolurile cetățeanului și gardianului Thug 2.
A murit de cancer pe 15 februarie 2007, la nouă zile după ce a împlinit optzeci și una de ani.

## Viață personală
În 1950 s-a căsătorit cu soția sa, Evelyn, care a murit în 1998.

## Filmografie
- Maverick – Serial TV, episodul 2x16 (1959)
- Aventuri în Paradis – Serial TV, episodul 1x13 (1960)
- Have Gun - Will Travel – Serial TV, episodul 4x38 (1961)
- Thriller – Serial TV, episodul 2x24 (1962)
- Rawhide – Serial TV, episodul 7x14 (1965)
- The Virginian – Serial TV, episodul 3x24 (1965)
- The Big Valley – Serial TV, episodul (1965-1969)
- The Wild Wild West – Serial TV, episodul 4 (1965-1968)
- The Beach Girls and the Monster (1965) - Mark
- Little House on the Prairie – Serial TV, episodul 3x12-5x04-7x16-9x10 (1977-1982)
- Scared to Death (1981) - Dennis Warren
- The Great Mouse Detective (1986) - Thug 2 (voce)
- Dick Tracy (1990) - Crainic radio (voce)